# Lepidaria kingii
Lepidaria kingii är en tvåhjärtbladig växtart som först beskrevs av George King, och fick sitt nu gällande namn av Danser. Lepidaria kingii ingår i släktet Lepidaria och familjen Loranthaceae. Inga underarter finns listade i Catalogue of Life.